# Kristýna Erbenová

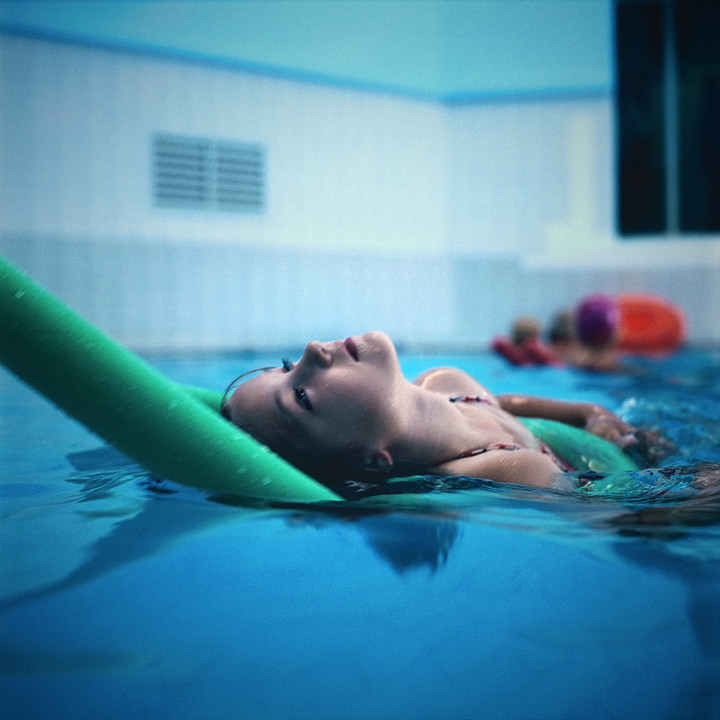
Somewhere inside

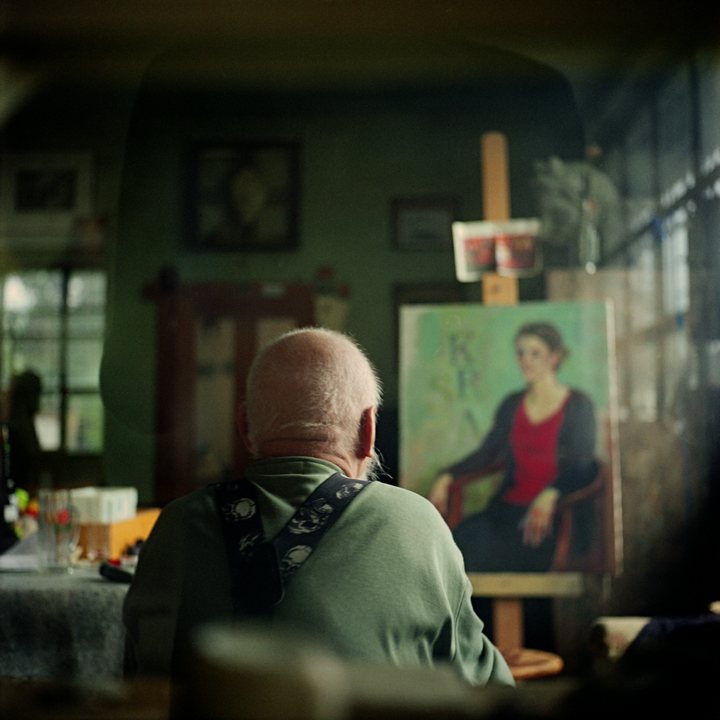
Fragile moments

Kristýna Erbenová (* 12. února 1987 v Kutné Hoře) je česká portrétní fotografka.

## Život a dílo
Absolvovala středoškolská studia na kolínském Gymnáziu (2006) a doplnila je o roční studijní pobyt na Penns Valley High School v americké Pensylvánii (2003–2004). V roce 2006 začala studovat obor anglická filologie a filmová věda na Filozofické fakultě Univerzity Palackého v Olomouci, rok poté je rozšířila o obor Tvůrčí fotografie na Institutu tvůrčí fotografie filozoficko-přírodovědecké fakulty Slezské univerzity v Opavě. Na anglickou filologii a filmovou vědu se zaměřila rovněž během stipendijního pobytu na Universiteit Utrecht v Nizozemí (2008). V bakalářských pracích se zabývala žánrem balady v československém a českém filmu a fotografickými pracemi malíře a grafika Jana Kubíčka. V současnosti (2012) je studentkou magisterského cyklu na obou vysokých školách a koordinátorkou zahraničních praxí v rámci projektu Partnerská síť univerzit a filmového průmyslu (FIND).
Spolupracovala na mezinárodních filmových festivalech Academia Film Olomouc (2007 - 2012), Přehlídka animovaného filmu Olomouc (2007 - 2011), Letní filmová škola (2011 - 2012) a na fotografickém festivalu Funkeho Kolín (2007, 2009). Dále spolupracovala na projektech: Filmové listy Projekt 100 Asociace českých filmových klubů (2008), internetový časopis 25fps (2007–2009), časopis Home Cinema (2007), vydavatelství Zóna (2006–2007), projekt UPsolvent (2011–2012) a projekt FIND (2012–2014) na Univerzitě Palackého v Olomouci.

## Cykly
V cyklu fotografií Být sám se autorka zabývala tématy člověk a krajina a člověk v krajině. Chtěla popsat stav samoty, uvnitř sebe, který zahrnuje i melancholii a smutek. Zachycovala momenty, které vedou člověka k hlubšímu prožití místa a prostoru kolem něho i sebe sama. Technicky používala klasickou dvouokou zrcadlovku na čtvercový svitkový barevný film, který melancholické motivy a působivou atmosféru ještě více zvýraznil. Podle autorky klasická technologie „nutí k zastavení se, k pečlivé práci a pozorování emocí, které krajina a lidé v ní v danou chvíli vyvolávají. Proces zrodu fotografie tak má až kontemplativní funkci“.
| „               | Oslovil nás především zásadní rys fotografií Kristýny Erbenové, jímž je spojení jistého klidu a napětí; fotografie nutí diváka k přemýšlení o situacích na nich zachycených, zároveň však nabízejí možnost hlubokého vcítění se do pocitů osob, které tyto situace prožívaly. | “ |
| — Ondřej Přibyl | |   |

## Studium v datech
- 2012 - dosud: Institut Tvůrčí fotografie, FPF Slezské Univerzity v Opavě, obor Tvůrčí fotografie, magisterský stupeň
- 2010 – 2013: Filozofická fakulta UP v Olomouci, obor Anglická filologie – Filmová věda, magisterský stupeň, (plánovaná magisterská diplomová práce Paul Fierlinger – exilová melancholie)
- 1/2008 – 6/2008: Studium Anglické filologie a Filmové vědy na Faculty of Humanities, Universiteit Utrecht v Utrechtu, Nizozemsko
- 2007 – 2011: Institut Tvůrčí fotografie, FPF Slezské Univerzity v Opavě, obor Tvůrčí fotografie, BcA. (bakalářská diplomová práce Fotografie v tvorbě Jana Kubíčka)
- 2006 – 2010: Filozofická fakulta UP v Olomouci, obor anglická filologie – Filmová věda, Bc. (bakalářská diplomová práce: Jiří Weiss – Zlaté kapradí: Balada v českém filmu)
- 1998 – 2006: Gymnázium Kolín
- 2003 – 2004: Studium na Penns Valley High School, Pennsylvania, USA

## Ocenění
- 4. místo v mezinárodní fotografické soutěži Shots: Young Photographers Competition 2011[6]

## Výstavy
- 2013: Prague Photo, Kafkův dům, Praha
- 2013: “Jeunes Photographes”, Galerie Le Lac Gelé, Nimes, Francie
- 2013: “že čas je jít spát…”, skupinová výstava, Galerie Sirkus, Sušice
- 2012: Soukromá území, samostatná výstava, Galerie Amadeus, Muzeum umění Olomouc
- 2012: Copenhagen Photo Festival, Kodaň, Dánsko
- 2012: I, You, We - The Institute of Creative Photography, Fotofestiwal Łódź, Polsko
- 2012: OFF Station Fotofestival, Plzeň
- 2012: Prague Photo 2012, Prague House, Brusel, Belgie, a Czech House, Londýn, Velká Británie
- 2012: Prague Photo – výstava ITF na mezinárodním festivalu fotografie, Praha
- 2012: Být sám / Being Alone, samostatná výstava, Krásný ztráty, Praha[5]
- 2012: „Jako nikde“, samostatná výstava, kavárna kina Svět, Hodonín
- 2012: „Já, ty, my: Institut tvůrčí fotografie 2011“, Dům umění, Opava
- 2011: „Young Czech Photography“, Prospekto galerija, Vilnius, Litva
- 2011: OFF Station Fotofestival, Plzeň
- 2011: „Opavská škola fotografie“, Bochenska gallery, Varšava, Polsko
- 2011: „Prague Photo Festival“ – výstava ITF na mezinárodním festivalu fotografie, Praha
- 2010: „Opavská škola fotografie“ – výstava ITF, Měsíc fotografie v Bratislavě, Slovakia
- 2010: „Místo pobytu“, samostatná výstava Městské divadlo Kolín (únor-březen), dále Muddum galery Praha (říjen) a Divadlo Tramtárie Olomouc (listopad – leden)
- 2009: Výstava workshopu s Jiřím Šigutem, Funkeho Kolín, Malá Galerie Na Hradbách, Kolín
- 2007: „Krajina“, skupinová výstava, Galerie v zahradě, Kolín
- 2007: „Zaostřeno na dopravní podnik“, výstava studentů ITF v Olomouckých tramvajích, ITF, Muzeum umění Olomouc a DPMO
- 2006: „já, on, ona… ty“, skupinová výstava, Galerie v zahradě, Kolín

## Galerie

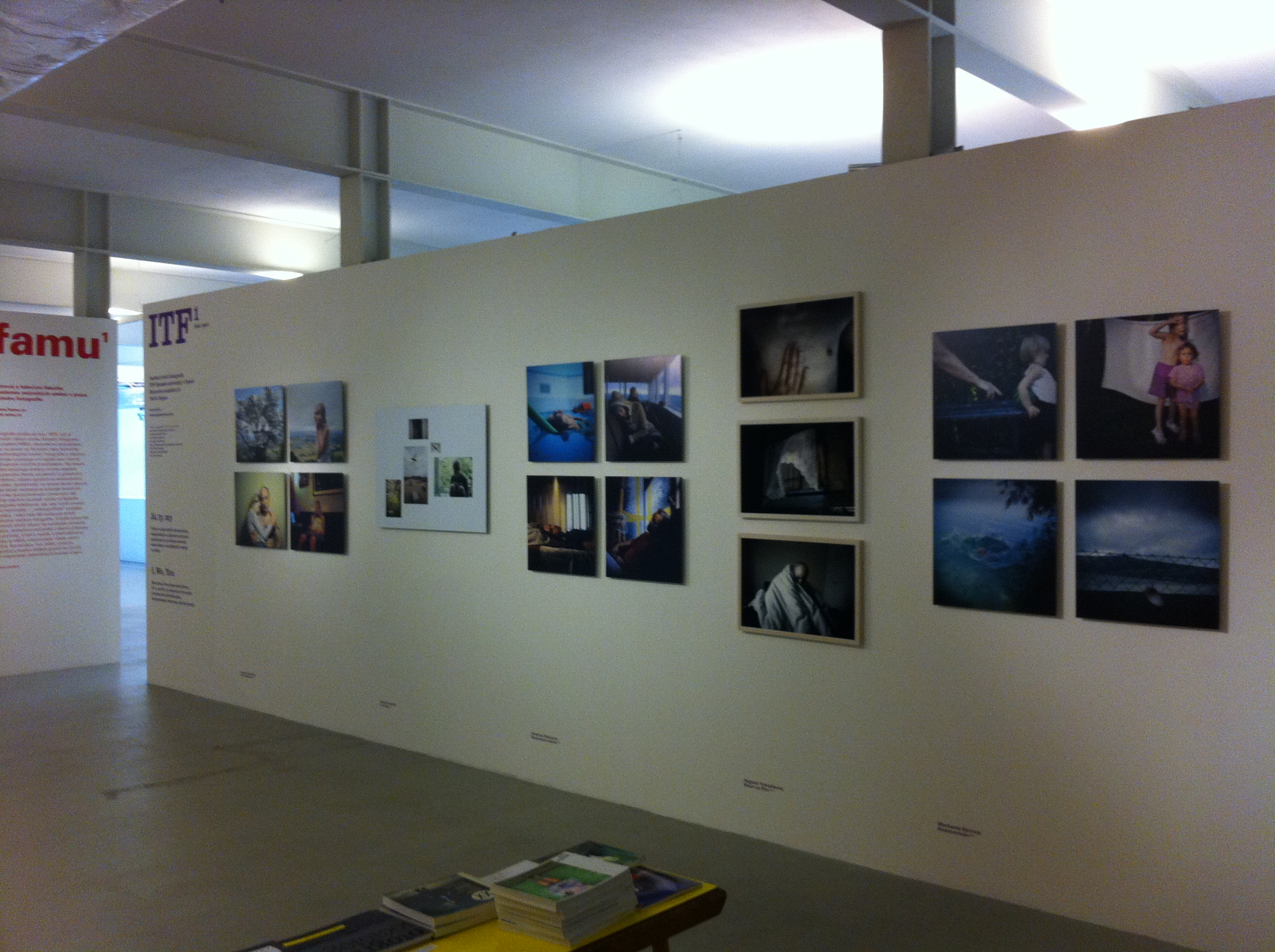
Výstava Prague Photo 2012
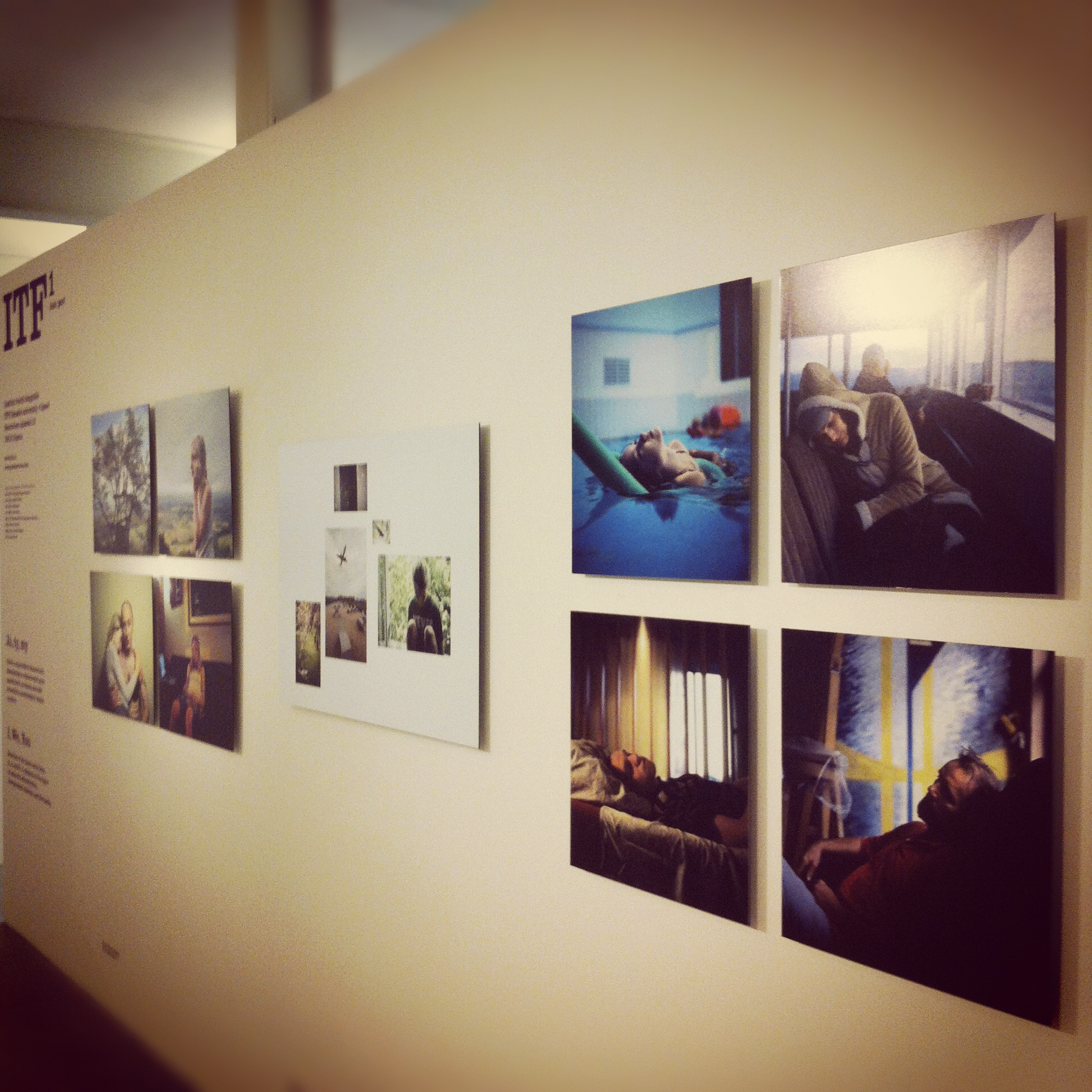
Výstava Prague Photo 2012, detail
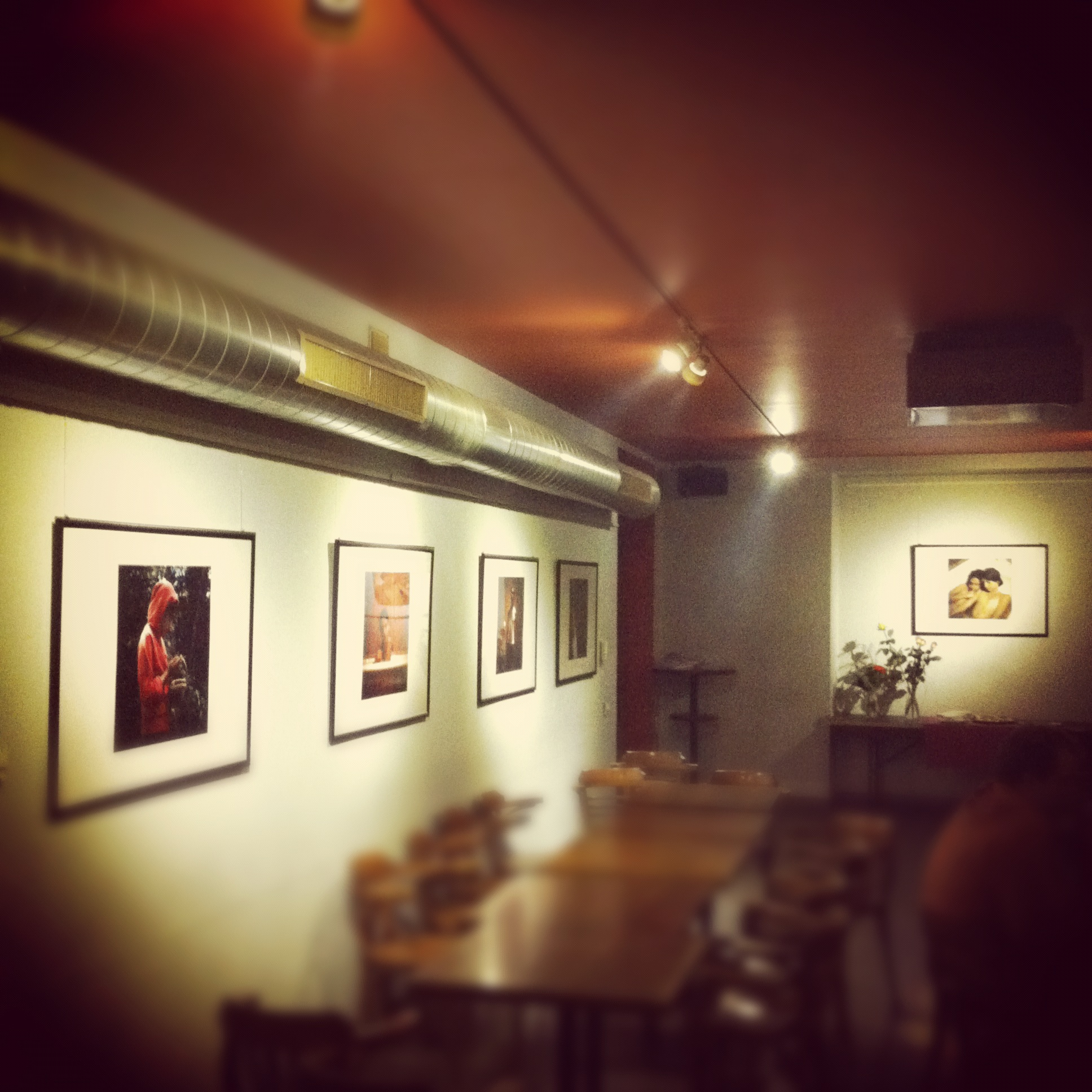
Být sám, samostatná výstava, Krásný ztráty, Praha, 2012
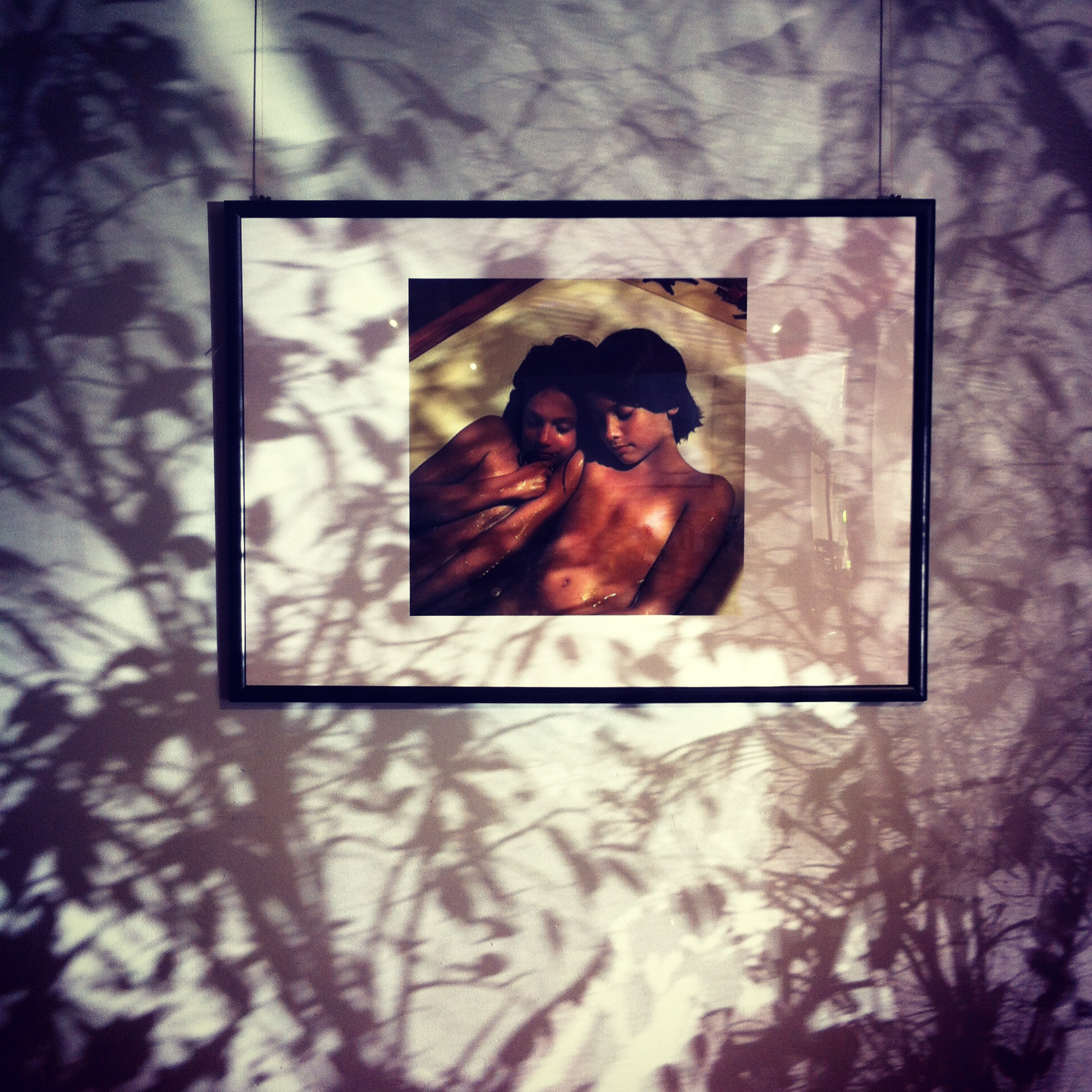
Být sám, samostatná výstava, Krásný ztráty, detail
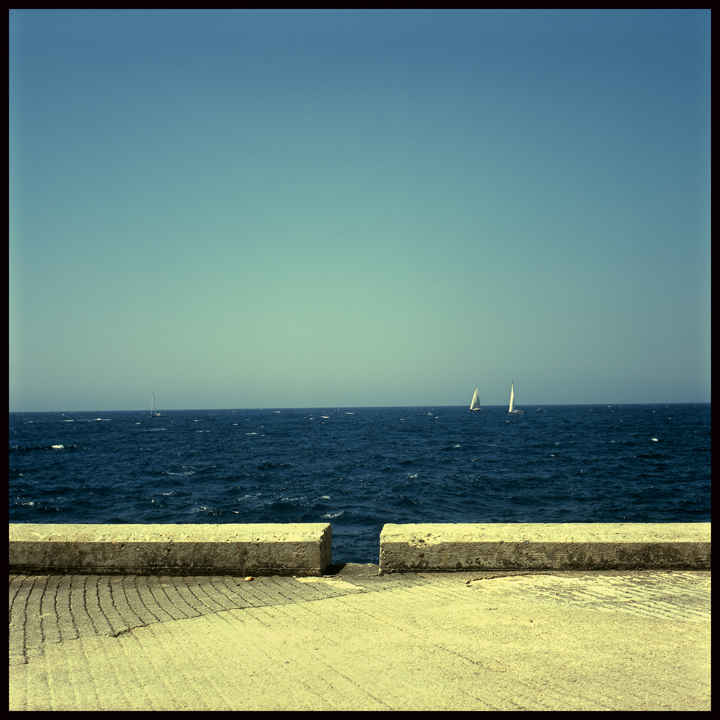
Místo pobytu
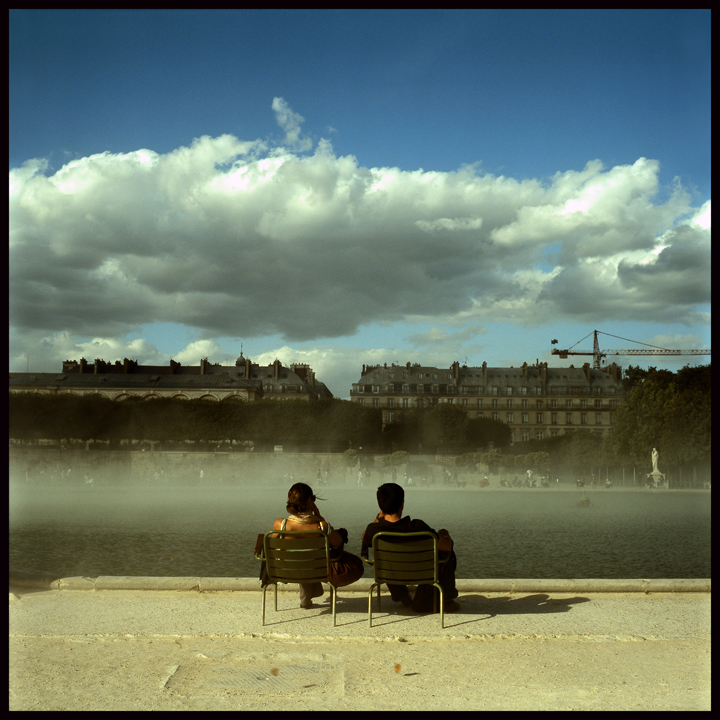
Místo pobytu
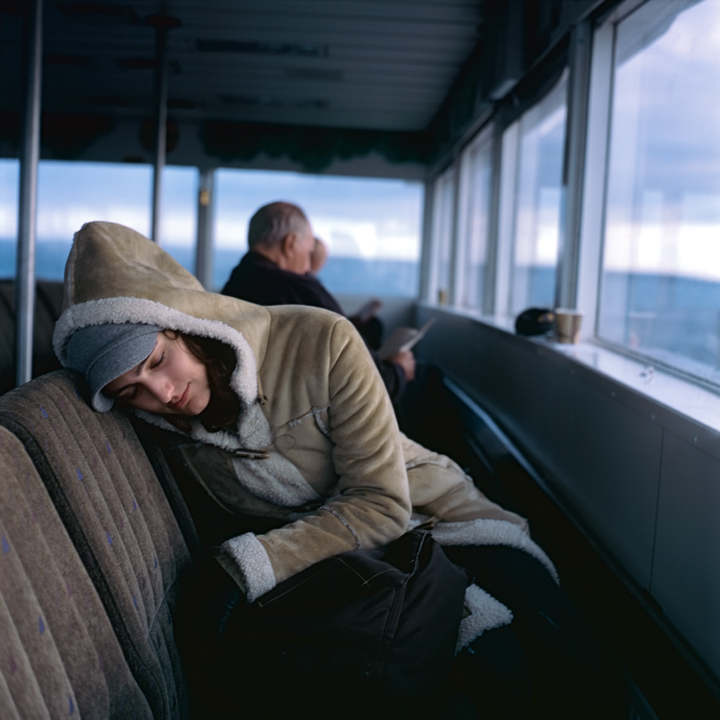
Somewhere inside
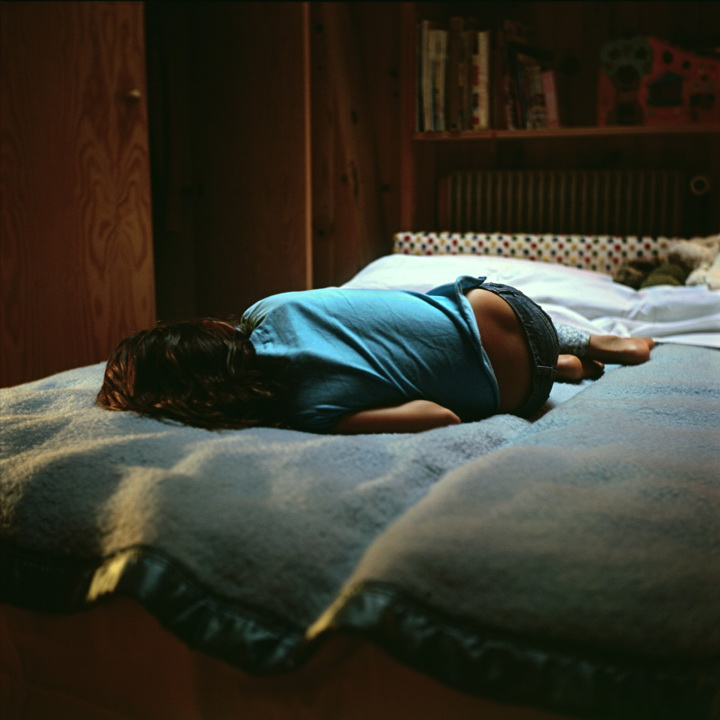
Fragile moments
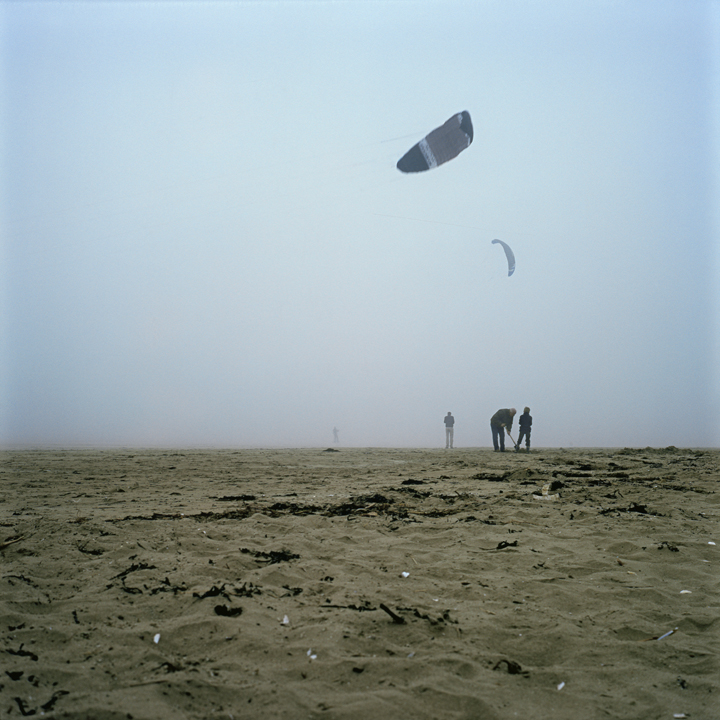
Like a nowhere
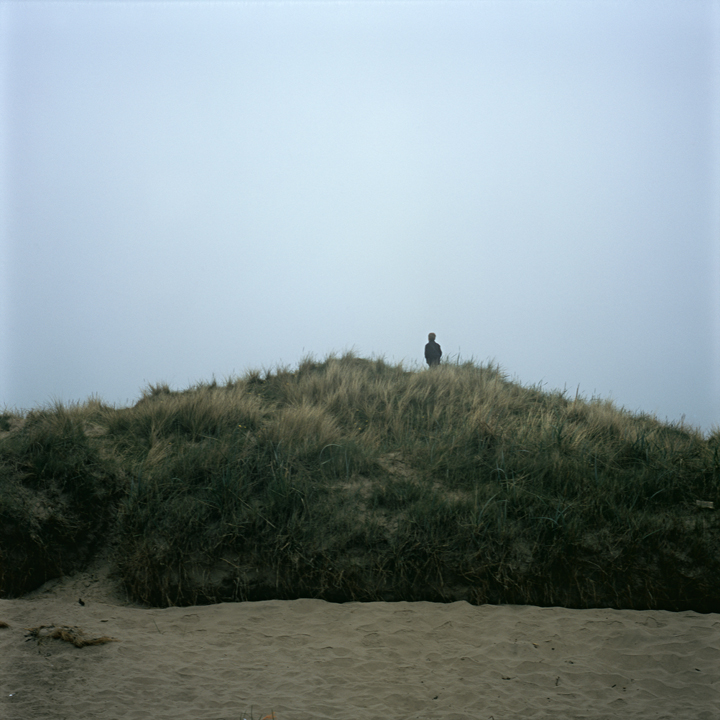
Like a nowhere